# Ring Alkmaar
De Ring Alkmaar is een ring rond de stad Alkmaar voor het wegverkeer. Deze ring loopt over verschillende provinciale-, rijks- en gemeentelijke wegen. De totale lengte van de ring is 18 kilometer.
Vanuit het zuiden kan men de ring op 2 manieren bereiken: Afslaan bij het einde van de A9 of rechtdoor rijden op het einde van de A9. Als men afslaat bereikt men het verkeersplein Kooimeer waarmee de N9 is te bereiken die de Westelijke Ring vormt. Rijdt men rechtdoor bij het einde van de A9 dan gaat de A9 vloeiend over in de N242 die de Oostelijke Ring van Alkmaar vormt.

## Ring West
De Ring West / N9 is over een groot deel van het traject autoweg en uitgevoerd als 2x2 weg met een maximale snelheid van 70 km/h. Er volgen verkeerslichtenkruisingen met achtereenvolgens de Kennemerstraatweg, de Aert de Gelderlaan, Terborchlaan, Bergerweg en Steve Bikoweg. Van de kruising met de Aert de Gelderlaan tot en met de Bergerweg is meestal een groene golf in werking. De Ring West heeft achtereenvolgens de volgende straatnamen: Heilooer Tolweg en Martin Luther Kingweg. Op het kruispunt met de Steve Bikoweg, M. Luther Kingweg en de Huiswaarderweg buigt de Ring af naar de Huiswaarderweg.
Vanaf dit kruispunt kan men de N9 blijven volgen naar Den Helder of de Huiswaarderweg oprijden richting Schagen.

## Ring Noordwest
De Ring Noordwest is de Huiswaarderweg. Dit is een gemeentelijke weg, doch deze is als N245 genummerd. De Huiswaarderweg is destijds aangelegd vanwege de bouw van diverse nieuwe wijken van Alkmaar, dat in de 70'er jaren groeikern was. De Huiswaarderweg is tot de Huiswaarderbrug 2x2 rijstroken breed en na de brug 2x3 rijstroken. Op deze weg geldt een snelheid van 70 km/h en vooralsnog is deze weg autoweg. De Huiswaarderweg kent 3 kruisingen met verkeerslichten die een groene golf moeten geven.
Aan het einde van de weg kan men rechtdoor de echte N245 op naar Schagen of rechtsaf de N508 op naar de Ring Oost toe.

## Ring Noordoost
De Ring Noordoost is de Nollenweg. Dit is de N508. Op dit gedeelte van de Ring geldt een snelheidslimiet van 70 km/h met een enkele ongelijkvloerse kruising en een verkeerslichtenkruising. Deze weg vormt de verbinding tussen de Ring Noordwest en de Ring Oost.

## Ring Oost
De Ring Oost begint dus in het verlengde van de A9 als N242 die in mei 2008 geheel ongelijkvloers is gemaakt. Er geldt een snelheid van 80 km/h en de weg is geheel stroomweg. Het begin van de Ring Oost start bij de aansluiting op de Smaragdweg. Hier is de Ring 2x3 rijstroken breed. Na de volgende aansluiting met de Diamantweg is de Ring 3 + 2 rijstroken breed tot aan de aansluiting op de N243, waarna het 2x2 rijstroken is. De Ring Oost loopt door tot aan de aansluiting De Nollen die verbinding geeft met de N508. Op dit punt kan men verder de N242 vervolgen naar Heerhugowaard, Langedijk of Schagen, of de N508 op richting het noorden van Heerhugowaard.

## Smaragdweg
Een beetje een buitenbeentje in de Ring is de Smaragdweg. Voordat de bypass er lag tussen de A9 en de N242 genaamd Ommering was het nog onderdeel van de N242. Maar na aanleg van de bypass is er een nieuw weggedeelte aangelegd in het verlengde van de al bestaande Smaragdweg. Dit gedeelte is nu ook toegevoegd aan de gemeentelijke wegen. Het vreemde is dat er van verschillende kanten wordt verwezen alsof men al op de N242 en de N9 zit.
Almelo · Almere · Alkmaar · Alphen aan den Rijn · Apeldoorn · Assen · Barendrecht · Bergen op Zoom · Den Haag · Dordrecht · Eindhoven · Enschede · Groningen · 's-Hertogenbosch · Hilversum · Hoofddorp · Houten · Leeuwarden · Oud-Beijerland · Parkstad Limburg · Sneek · Tilburg · Utrecht · Weert · Zoetermeer · Zwolle

Ringwegen geheel uitgevoerd als autosnelweg: Amsterdam · Rotterdam

Opgeheven: Maastricht